# Incident del canal de Corfú

El canal de Corfú, a l'est de Kassiopi. La ratlla marca la frontera greco-albanesa

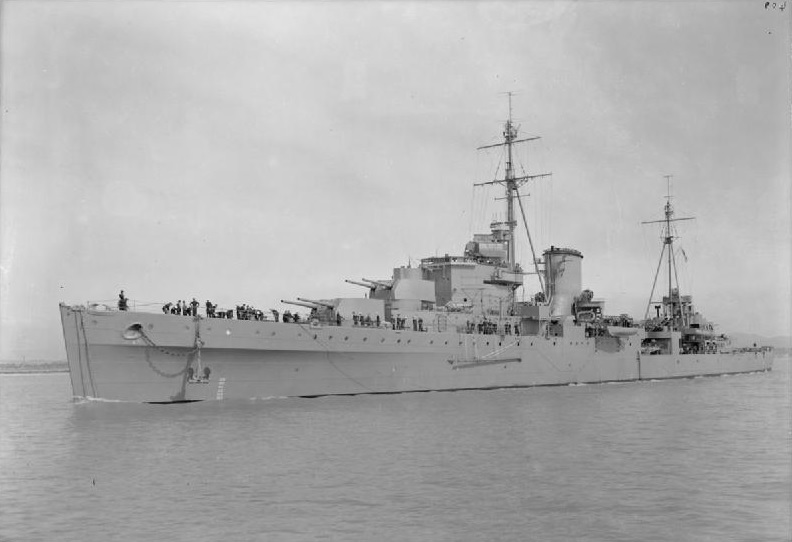
va ser un dels vaixells contra els quals es va disparar en el primer incident

L'incident del Canal de Corfú es refereix a tres episodis separats en els quals es varen veure implicats vaixells de la Royal Navy al Canal de Corfú l'any 1946, i es considera un primer episodi de la Guerra freda. Durant el primer incident, vaixells britànics van ser atacats amb artilleria des de fortificacions albaneses. El segon incident es va produir quan vaixells de la Royal Navy van topar amb mines, i el tercer quan vaixells britànics van endegar tasques de neteja de mines al Canal de Corfú, però en aigües territorials albaneses, originant la protesta d'Albània a les Nacions Unides.
Aquesta sèrie d'incidents van donar lloc al Cas del Canal de Corfú, presentat pel Regne Unit contra la República Popular d'Albània al Tribunal Internacional de Justícia. El Tribunal va prendre una decisió segons la qual Albània havia de pagar 844.000 lliures al Regne Unit. Això equival a 37.7 £ en termes de 2015. A causa d'aquests incidents, en 1946 la Gran Bretanya va trencar les converses amb Albània per tal d'establir relacions diplomàtiques entre els dos països, que finalment es van restaurar el 1991.

## Història
Els incidents van començar correctament el 15 de maig de 1946 quan set vaixells de la Royal Navy, inclòs HMS Orion i HMS Superb, va creuar el canal de Corfú després d'una inspecció prèvia i neteja de l'estret.  Mentre travessaven, van ser sota el foc de l'artilleria albanesa a les fortificacions costaneres. Els obusos van fallar i els vaixells de guerra britànics no van poder tornar el foc. Tot i que els vaixells no van patir danys materials i no es van produir baixes humanes, Gran Bretanya va emetre una demanda formal per "una disculpa immediata i pública del govern albanès". No obstant això, aquesta disculpa no va arribar i el govern albanès va afirmar que els vaixells britànics havien entrat a les aigües territorials albaneses. Albània va advertir que s'havia de notificar prèviament a tots els vaixells que passessin pel canal de Corfú. El govern britànic va declarar que no avisaria prèviament i va amenaçar que si es disparaven de nou els vaixells de guerra britànics, tornarien el foc.

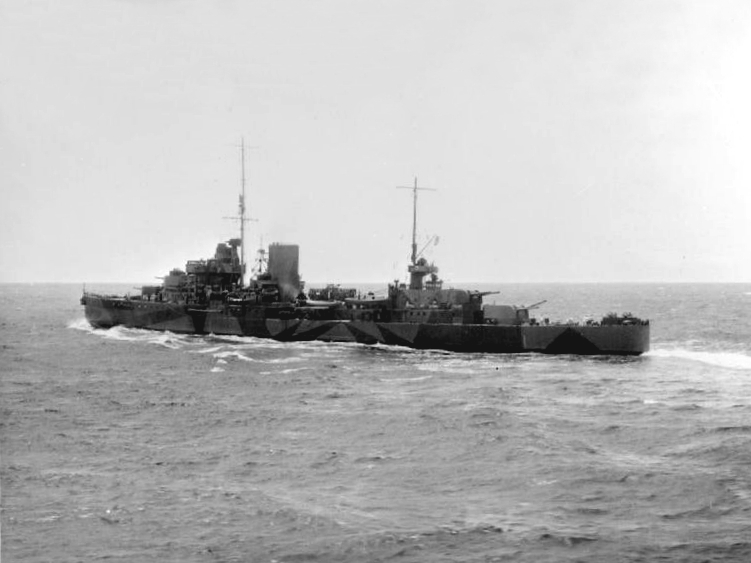
El creuer lleuger HMS Leander va estar present durant el segon incident

El segon incident va ser més greu. El 22 d'octubre de 1946, una flotilla de la Royal Navy composta pels creuers HMS Mauritius i l'HMS Leander, amb destructors acompanyats, van rebre l'ordre de dirigir-se al nord a través del canal de Corfú amb ordres expresses de posar a prova la reacció albanesa al seu dret de pas innocent. Les tripulacions van rebre instruccions per respondre en cas d'atac.
Passaven prop de la costa albanesa en el que consideraven una zona lliure de mines amb Maurici al capdavant i HMS Saumarez seguint de prop. Leander es trobava a un i dos terços d'una milla nàutica o tres quilòmetres de distància acompanyat de HMS Volage. Prop de la badia de Saranda, poc abans de les 15.00 hores, el destructor Saumarez va impactar contra una mina i va resultar molt danyat. El destructor Volage va rebre l'ordre de remolcar Saumarez cap al sud fins a un port de Corfú.
A les 4:16 aproximadament pm, mentre remolcava, Volage també va impactar amb una mina i va patir greus danys.  La proa del vaixell va ser totalment volada i les condicions meteorològiques adverses a l'estret van fer que l'esforç de remolc fos molt difícil amb tots els vaixells navegant per popa primer, però després de dotze hores d'esforç tots els vaixells van aconseguir arribar al port de Corfú. En l'incident van morir quaranta-quatre homes i quaranta-dos van resultar ferits.
Es calcula que entre trenta-dos i quaranta-tres dels morts pertanyien a la tripulació de Saumarez. Saumarez va ser danyat irreparablement mentre que el dany a Volage era reparable. Les bateries costaneres albaneses no van disparar durant aquest incident i un vaixell de la marina albanesa es va apropar al lloc dels fets amb la bandera albanesa i una bandera blanca. Les mines van ser posades suposadament pels posamines de la Marina Iugoslàvia Mljet i Meljine a petició albanesa, al voltant del 20 d'octubre de 1946.
El ministre britànic de Pensions en el moment de l'incident atorgava pensions militars completes als discapacitats i a les vídues dels morts.
El tercer i últim incident va ocórrer entre el 12 i el 13 de novembre de 1946 quan la Royal Navy va dur a terme una operació addicional d'escombrat de mines al canal de Corfú, amb el nom en clau "Operació Retail". Sota la direcció del comandant en cap aliat de la Mediterrània, l'operació de rastreig de mines va tenir lloc a les aigües territorials albaneses, però sense autorització del govern albanès, i tenia el propòsit addicional d'utilitzar les mines com a corpus delicti per demostrar que els britànics estaven actuant en defensa pròpia intentant eliminar els perills per a la navegació.
També hi va ser present un oficial de la marina francesa que, a invitació de la Junta de la Zona Mediterrània, va fer d'observador. Un portaavions (HMS Ocean), creuers i altres vaixells de guerra van proporcionar cobertura. Vint-i-dues mines de contacte van ser descobertes i tallades dels seus amarradors submarins. La col·locació de les mines va ser tal que es va considerar que el camp de mines havia estat dissenyat deliberadament i no només una agregació aleatòria de mines aïllades. Dues de les mines tallades van ser enviades a Malta per a un examen posterior.
Aleshores es va descobrir que les mines eren d'origen alemany però que estaven lliures d'òxid i creixement marí. També estaven acabats de pintar i els seus cables d'amarratge s'han lubricat recentment. Es va concloure que el camp de mines es va col·locar poc abans de l'incident entre Saumarez i Volage . L'anàlisi de fragments de mines de Volage va confirmar que les mines eren similars a les de Malta.
Després del tercer incident, Albània, sota el primer ministre Enver Hoxha, va enviar un telegrama a les Nacions Unides queixant-se d'una incursió de la Royal Navy a les aigües costaneres albaneses.

### Conseqüències

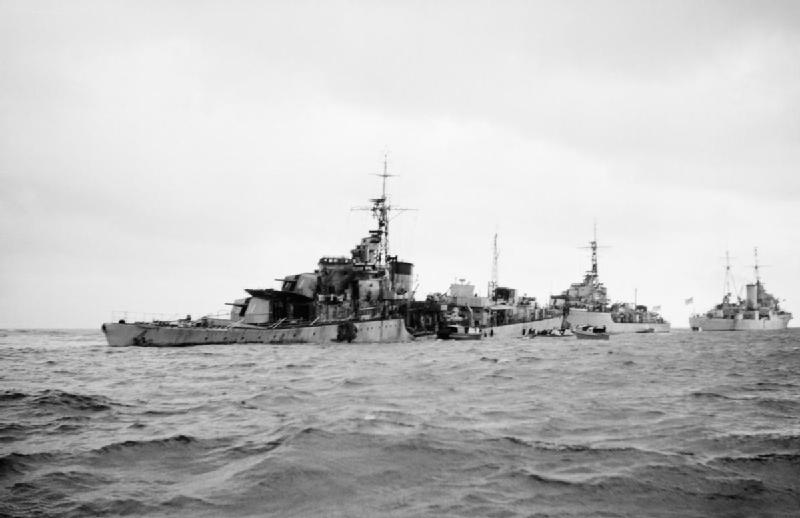
Saumarez remolcat per Volage després de ser minat, octubre de 1946

El 9 de desembre de 1946, Gran Bretanya va enviar una nota al govern albanès acusant Albània de col·locar les mines i exigint reparacions pels incidents de maig i octubre. Gran Bretanya va exigir una resposta en un termini de catorze dies, esmentant que en el cas d'una negativa albanesa a pagar les reparacions, l'assumpte seria remès al Consell de Seguretat de l'ONU. En la seva resposta, que van rebre els britànics el 21 de desembre de 1946, el govern albanès va negar les al·legacions britàniques i va continuar afirmant que tot l'afer era obra de països que no volien veure una normalització de les relacions entre Albània i Gran Bretanya; i de fet vaixells de Grècia i d'altres països havien envaït recentment la zona on es van descobrir les mines.
El govern britànic no va trobar aquesta resposta satisfactòria i finalment va portar el seu cas a la Cort Internacional de Justícia, havent fracassat en el seu intent d'implicar el Consell de Seguretat en l'assumpte. Va ser el primer cas adjudicat per la CIJ, i el desembre de 1949 el tribunal va atorgar als britànics la suma de 843.947 lliures o 2.009.437 dòlars, havent constatat que, independentment de qui havia posat les mines, els albanesos haurien d'haver observat qualsevol acció d'aquest tipus, ja que el camp de mines era tan a prop de la seva costa, i per tant, haurien d'haver avisat els britànics del perill. El Tribunal també va rebutjar l'argument d'autodefensa avançat pel Regne Unit i va considerar que les operacions de neteja de mines realitzades per la Royal Navy durant l'operació Retail, sense el consentiment previ del govern albanès, eren il·legals.
El govern albanès es va negar a pagar les reparacions ordenades pel Tribunal i, com a represàlia, el govern britànic va impedir l'entrada de 1.574 quilos d'or albanès al país. L'or, saquejat per les potències de l'Eix d'Albània durant la Segona Guerra Mundial, va ser emmagatzemat a les voltes del Banc d'Anglaterra i va ser atorgat als albanesos per la comissió tripartita EUA-Regne Unit-França el 1948 després que fos recuperat pels Aliats.
Amb el final de la Guerra Freda, la República Popular Socialista d'Albània va deixar d'existir el 1992. Les relacions diplomàtiques entre els dos països es van establir el 29 de maig de 1991. Poc després, el 8 de maig de 1992, Gran Bretanya i Albània van anunciar que havien arribat a un acord sobre el cas del canal de Corfú, anunciant conjuntament que "Les dues parts van expressar el seu pesar per l'incident del canal de Corfú del 22 d'octubre de 1946". Només el 1996 després de llargues negociacions, l'or va ser finalment retornat a Albània després que aquesta va acceptar pagar 2.000.000 de dòlars en reparacions retardades.
Enver Hoxha, en les seves memòries sobre la seva primera reunió amb Ióssif Stalin, va afirmar que tot l'afer va ser inventat pels britànics com a excusa per dur a terme patrulles navals prop de Saranda. Hoxha també va escriure que "Mai hem plantat mines al mar Jònic. Les mines que van explotar les havien posat els alemanys en temps de guerra, o bé les van posar deliberadament els britànics, més tard, perquè poguessin explotar-les". També va criticar la presència de la Royal Navy a la regió, i va escriure que "No hi havia cap motiu perquè aquests vaixells naveguessin per la nostra costa, no ens havien notificat aquest moviment". Hoxha també va descriure els esdeveniments com "una provocació sense precedents cap al nostre país".
El 2 de novembre de 2009, un equip d'investigadors nord-americans i albanesos va anunciar que van trobar el que creuen que són els segments de proa de l'HMS Volage al canal de Corfú sota aproximadament cinquanta metres d'aigua. Els plats, les sabates i la munició trobats a l'àrea que envolta les restes són una prova més que encaixa, segons els investigadors. El maig de 2013, una edició especial de la revista Archaeology titulada "Shipwrecks", concretament, l'article "Righting a Cold War Wrong: Where was HMS Volage?" va donar una visió dels nous descobriments del cas. El director del Centre Albanès d'Investigació Marina, Auron Tare, va obtenir imatges de la pel·lícula dels Arxius Nacionals de l'incident que suposadament mostraven l'HMS Volage molt a prop de la costa quan es va produir l'incident. Aquesta afirmació va ser reforçada encara més per James P. Delgado, Director de Patrimoni Marítim de l'Administració Nacional Oceànica i Atmosfèrica (NOAA). Va reafirmar la seva afirmació feta anteriorment a Associated Press que el naufragi va ser el de l'HMS Volage perquè el cablejat elèctric de la secció de proa descoberta coincidia amb les especificacions del Volage. S'havia produït el fet que la secció de proa, amb els plats intactes i apilats segons Delgado, mostrés un ràpid enfonsament.

## Dret internacional
La sentència de la Cort Internacional de Justícia en el cas va establir un precedent sobre si una violació de la sobirania territorial és una intervenció justificada. El Regne Unit va afirmar que estava justificat per entrar a les aigües territorials albaneses els dies 12 i 13 de novembre de 1946 per obtenir les proves necessàries per donar suport al seu cas. El Tribunal Internacional de Justícia va respondre:
| «                                     | El Tribunal no pot acceptar aquesta línia de defensa. El Tribunal només pot considerar el suposat dret d'intervenció com la manifestació d'una política de força, tal com ha donat lloc, en el passat, als abusos més greus i que, siguin quins siguin els defectes actuals de l'organització internacional, no poden trobar cabuda en el dret internacional. La intervenció és potser encara menys admissible en la forma particular que prendria aquí; perquè, per la naturalesa de les coses, estaria reservat als Estats més poderosos, i podria portar fàcilment a pervertir la mateixa administració de la justícia internacional. L'agent del Regne Unit, en el seu discurs de resposta, ha classificat encara més "Operació Retail" entre els mètodes d'autoprotecció o d'autoajuda. El Tribunal tampoc no pot acceptar aquesta defensa. Entre Estats independents, el respecte a la sobirania territorial és un fonament essencial de les relacions internacionals. El Tribunal reconeix que l'incompliment total del govern albanès en el compliment de les seves funcions després de les explosions, i el caràcter dilatori de les seves notes diplomàtiques, són circumstàncies atenuants per a l'acció del govern del Regne Unit. Però per garantir el respecte al dret internacional, del qual és l'òrgan, el Tribunal ha de declarar que l'acció de la marina britànica va constituir una violació de la sobirania albanesa. | » |
| — Tribunal Internacional de Justícia, | |   |